# Rally Dakar de 2006
El Rally Dakar de 2006, la vigesimoctava edición de esta carrera rally raid, se realizó del 31 de diciembre de 2005 al 15 de enero del año siguiente. El trayecto total de esta versión, que se extendió entre Lisboa y Dakar, fue de 9043 km y se disputó por rutas de Portugal, España, Marruecos (con el Sahara Occidental incluido), Mauritania, Malí, Guinea y Senegal.
Esta edición del Rally fue realizada por la organización francesa ASO y patrocinada por la empresa portuguesa Euromilhões. Participaron un total de 174 coches, 231 motocicletas y 69 camiones, de los cuales llegaron a la final 67, 93 y 35, respectivamente.

## Recorrido
| Etapa | Fecha           | Origen          | Destino         | Total (km)      |
| ----- | --------------- | --------------- | --------------- | --------------- |
| 1     | 31 de diciembre | Lisboa          | Portimão        | 370             |
| 2     | 1 de enero      | Portimão        | Málaga          | 567             |
| 3     | 2 de enero      | Nador           | Er Rachidia     | 672             |
| 4     | 3 de enero      | Er Rachidia     | Uarzazat        | 639             |
| 5     | 4 de enero      | Uarzazat        | Tan-Tan         | 819             |
| 6     | 5 de enero      | Tan-Tan         | Zouérat         | 792             |
| 7     | 6 de enero      | Zouérat         | Atar            | 521             |
| 8     | 7 de enero      | Atar            | Nuakchot        | 568             |
|       | 8 de enero      | Día de descanso | Día de descanso | Día de descanso |
| 9     | 9 de enero      | Nuakchot        | Kiffa           | 874             |
| 10    | 10 de enero     | Kiffa           | Kayes           | 333             |
| 11    | 11 de enero     | Kayes           | Bamako          | 705             |
| 12    | 12 de enero     | Bamako          | Labé            | 872             |
| 13    | 13 de enero     | Labé            | Tambacounda     | 567             |
| 14    | 14 de enero     | Tambacounda     | Dakar           | 634             |
| 15    | 15 de enero     | Dakar           | Dakar           | 110             |

## Vencedores por etapas
| Etapa | Motocicletas     | Coches               | Camiones        |
| ----- | ---------------- | -------------------- | --------------- |
| 1     | Cyril Despres    | Carlos Sainz         | Vladimir Chagin |
| 2     | Ruben Faria      | Carlos Sainz         | Vladimir Chagin |
| 3     | Andy Caldecott   | Jean-Louis Schlesser | Vladimir Chagin |
| 4     | Isidre Esteve    | Carlos Sainz         | Vladimir Chagin |
| 5     | Cyril Despres    | Stéphane Peterhansel | Vladimir Chagin |
| 6     | Carlo de Gavardo | Thierry Magnaldi     | Vladimir Chagin |
| 7     | Carlo de Gavardo | Stéphane Peterhansel | Hans Stacey     |
| 8     | David Casteu     | Thierry Magnaldi     | Firdaus Kabirov |
| 9     | Cyril Despres    | Stéphane Peterhansel | Vladimir Chagin |
| 10    | etapa cancelada  | Carlos Sainz         | Hans Stacey     |
| 11    | Alain Duclos     | Giniel de Villiers   | Hans Stacey     |
| 12    | Cyril Despres    | Luc Alphand          | Hans Stacey     |
| 13    | Giovanni Sala    | Luc Alphand          | Hans Stacey     |
| 14    | David Frétigné   | Guerlain Chicherit   | Firdaus Kabirov |
| 15    | No cronometrada  | No cronometrada      | No cronometrada |

- Etapa 10 cancelada sólo para motocicletas en homenaje a Andy Caldecott, piloto australiano fallecido durante el desarrollo de la etapa anterior.

## Clasificaciones finales
- Diez primeros clasificados en cada una de las tres categorías en competencia.

### Motos
| Rank. | Piloto                  | Marca  | Tiempo    |
| ----- | ----------------------- | ------ | --------- |
| 1     | Marc Coma               | KTM    | 55:27:17  |
| 2     | Cyril Despres           | KTM    | + 1:13:29 |
| 3     | Giovanni Sala           | KTM    | + 2:29:48 |
| 4     | Chris Blais             | KTM    | + 2:36:18 |
| 5     | Carlo de Gavardo        | KTM    | + 3:22:47 |
| 6     | Pål Anders Ullevålseter | KTM    | + 3:54:52 |
| 7     | Alain Duclos            | KTM    | + 4:43:56 |
| 8     | David Casteu            | KTM    | + 6:16:21 |
| 9     | Hélder Rodrigues        | Yamaha | + 6:54:41 |
| 10    | Jānis Vinters           | KTM    | + 7:53:14 |

### Coches
| Rank. | Piloto               | Copiloto           | Marca          | Tiempo    |
| ----- | -------------------- | ------------------ | -------------- | --------- |
| 1     | Luc Alphand          | Gilles Picard      | Mitsubishi     | 53:47:32  |
| 2     | Giniel de Villiers   | Tina Thörner       | Volkswagen     | + 17:53   |
| 3     | Nani Roma            | Henri Magne        | Mitsubishi     | + 1:50:38 |
| 4     | Stéphane Peterhansel | Jean-Paul Cottret  | Mitsubishi     | + 3:20:24 |
| 5     | Mark Miller          | Dirk von Zitzewitz | Volkswagen     | + 3:23:25 |
| 6     | Jean-Louis Schlesser | François Borsotto  | Schlesser-Ford | + 4:09:23 |
| 7     | Carlos Sousa         | Jean-Marie Lurquin | Nissan         | + 5:40:11 |
| 8     | Bruno Saby           | Michel Périn       | Volkswagen     | + 8:14:45 |
| 9     | Guerlain Chicherit   | Mathieu Baumel     | BMW            | + 8:25:13 |
| 10    | Thierry Magnaldi     | Arnaud Debron      | Schlesser-Ford | + 8:25:57 |

### Camiones
| Rank. | Piloto             | Copiloto                           | Marca         | Tiempo     |
| ----- | ------------------ | ---------------------------------- | ------------- | ---------- |
| 1     | Vladimir Chagin    | Semen Yakubov Sergey Savostin      | Kamaz         | 71:22:16   |
| 2     | Hans Stacey        | Charly Gotlib Bernard der Kinderen | MAN           | + 2:21:09  |
| 3     | Firdaus Kabirov    | Aydar Belyaev Andrey Mokeev        | Kamaz         | + 3:05:52  |
| 4     | André de Azevedo   | Maykel Justo Jaromír Martinec      | Tatra         | + 5:30:51  |
| 5     | Yoshimasa Sugawara | Katsumi Hamura                     | Hino          | + 9:42:25  |
| 6     | Giacomo Vismara    | Mario Cambiaghi                    | Mercedes-Benz | + 11:13:04 |
| 7     | Teruhito Sugawara  | Seiichi Suzuki                     | Hino          | + 12:42:13 |
| 8     | Franz Echter       | Peter Gobel Edwin van Dooren       | MAN           | + 13:57:26 |
| 9     | Karl Sadlauer      | Franz Maier Martin Mayer           | MAN           | + 14:21:54 |
| 10    | Peter Reif         | Gunter Pichlbauer Stefan Huber     | MAN           | + 15:01:20 |